# インディアナ級戦艦

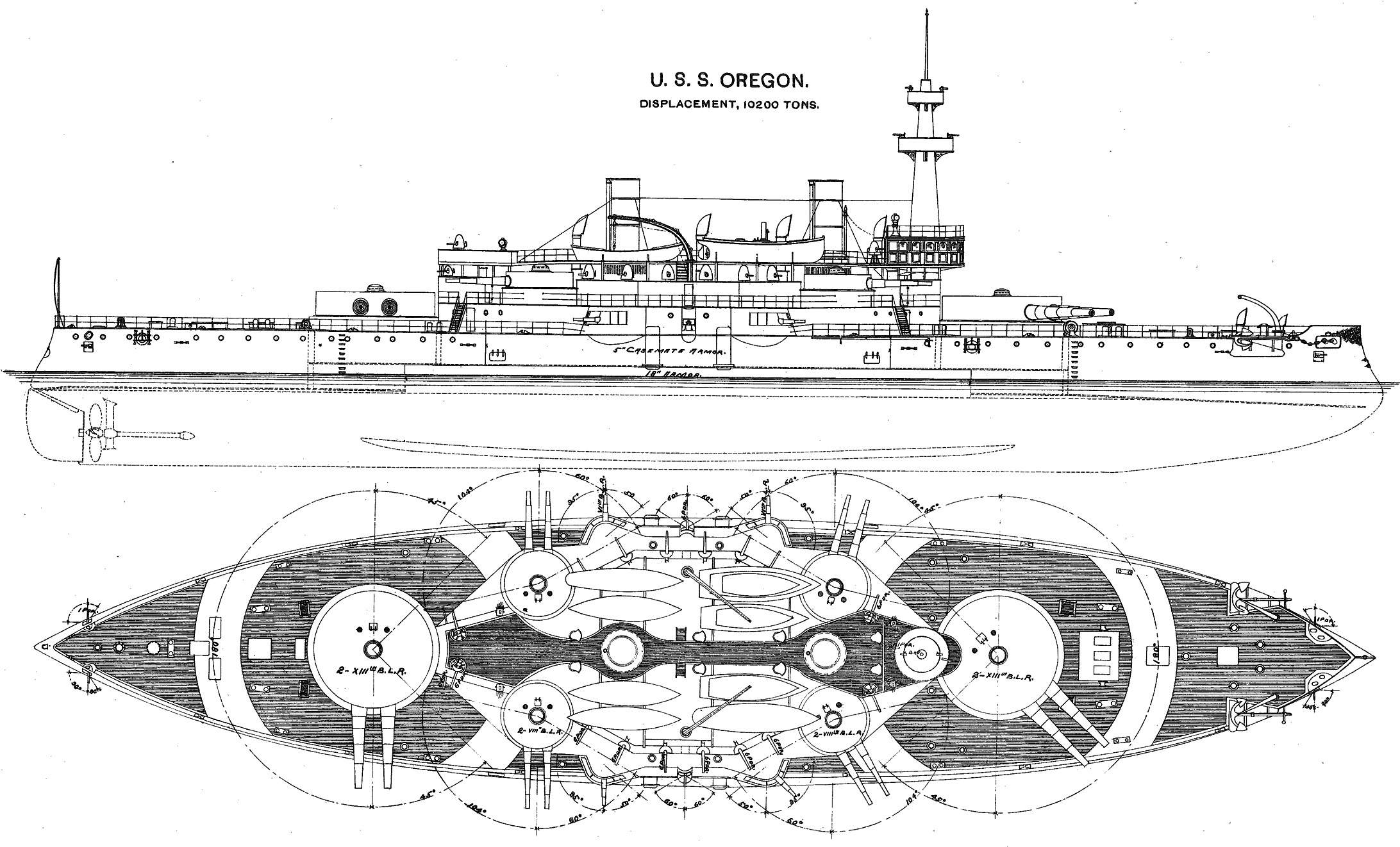
3番艦オレゴンの武器配置。

インディアナ級戦艦（インディアナきゅうせんかん Indiana-class battleships）は、アメリカ海軍の前弩級戦艦の艦級。本級はアメリカ海軍が建造した初の近代戦艦といえる。全艦が1893年に進水した。本級の設計は外洋航海を行うには舷側が低すぎたため、主に沿岸防備に運用された。しかしながら弩級戦艦が就役し始めるまで、本級は米西戦争およびその後の10年にわたってアメリカ海軍の主力として働いた。
しかし本級の8インチ連装副砲4基は半分しか片舷に指向できず、さらに主砲塔への爆風の影響を避けるため射界を制限されるという問題を抱えていた。このため、次のキアサージ級、バージニア級での二段式砲塔を経て、最終的にサウスカロライナ級で採用された背負い式配置が以降の戦艦に用いられることとなる。
第一次世界大戦終結後の1919年に全艦退役し、インディアナは標的として海没処分され、マサチューセッツ、オレゴンは解体された。

## 同型艦
| 艦番号 | 艦名                               | 発注          | 起工           | 進水           | 就役           | 退役          |
| ------ | ---------------------------------- | ------------- | -------------- | -------------- | -------------- | ------------- |
| BB-1   | インディアナ USS Indiana           | 1890年6月30日 | 1891年5月7日   | 1893年2月28日  | 1895年11月20日 | 1919年1月31日 |
| BB-2   | マサチューセッツ USS Massachusetts | 1890年6月30日 | 1891年6月25日  | 1893年6月10日  | 1896年6月10日  | 1919年3月31日 |
| BB-3   | オレゴン USS Oregon                | 1890年6月30日 | 1891年11月19日 | 1893年10月26日 | 1896年7月15日  | 1919年10月4日 |